# Toàn (họ)
Toàn là một họ của người châu Á. Họ này có ở Trung Quốc (chữ Hán: 全, Bính âm: Quán) và Triều Tiên (Hangul: 전, Romaja quốc ngữ: Jeon). Họ này đứng thứ 233 trong danh sách Bách gia tính.

## Người Trung Quốc họ Toàn nổi tiếng
- Toàn Tông, tướng lĩnh Đông Ngô
- Toàn Thượng, chính trị gia thời Tam Quốc
- Toàn Tổ Vọng, học sĩ thời nhà Thanh

## Người Tiều Tiên họ Toàn nổi tiếng
- Jeon Du-hwan (Hán Việt: Toàn Đẩu Hoán), là một tướng lĩnh và chính khách Hàn Quốc. Ông từng giữ chức Tổng thống Đại Hàn Dân Quốc từ 1 tháng 9 năm 1980 đến 25 tháng 2 năm 1988
- Jeon So-min (Hán Việt: Toàn Chiêu Mân), là một diễn viên người Hàn Quốc
- Jeon Bo-ram (Thành Viên nhóm nhạc Kpop T-Ara) (Hán Việt: Toàn Bảo Lam), là một ca sĩ người Hàn Quốc
- Jeon So-mi (Hán Việt: Toàn Chiêu Di), là một ca sĩ người Hàn Quốc, cựu thành viên I.O.I